# 集合鏡望遠鏡
集合鏡望遠鏡（Multiple mirror Telescope 、MMT）は、複数の小さな鏡の集合体を主鏡とする反射望遠鏡の一形態である。

## 歴史

### ロス卿
ウィリアム・ハーシェルが主鏡口径122cm、当時の技術水準からみて大きさでも精度でも最高の大望遠鏡（40フィート望遠鏡）で精力的にあらゆる種類の天体観測をしたため、一部の天文愛好者の間で「人類はもうこれ以上の天体観測ができないのではないか」という危機感が出てきた。ロス卿は「何とかしなければならぬ」と痛感し、放物面鏡よりはるかに作りやすい球面鏡で大型の反射鏡を作ろうと考え、1828年に内側φ15.2cm、外側φ22.8cmと2段式でそれぞれ別の球面になった主鏡を製作、これが集合鏡という着想の最初である。しかしロス卿はこの後この研究を諦め、1845年に主鏡直径1.84m、焦点距離16.5mとハーシェルの望遠鏡をしのぐ大望遠鏡（パーソンズタウンのリヴァイアサン）を製作することになった。

### グイード・オルン＝ダルトゥーロ
イタリアのボローニャ天文台長だったグイード・オルン＝ダルトゥーロは、1932年にたくさんの小さい球面鏡を合成して一枚の大きな放物面鏡として使うことを計画した。実験は第二次世界大戦で中断したが1948年頃から再開し、1953年に完成した。
対角線20cmの正六角形の球面鏡を61枚組み合わせて大きな金属円盤の上に載せ、それぞれの背面につけた3組の調整ネジで光軸を合わせる構造とし、全体の直径は1.80m、焦点距離10.41mとした。球面鏡の中心に描いた十字線の実物と実像を監視する人、鏡の裏面のネジを調整する人がチームを組み、61枚すべての光軸合わせをわずか45分で終わらせたという。主鏡は水平に置き、わずかの範囲だけ写真乾板を移動することで星像を追尾、幅1度3分の天空を観測できる天頂望遠鏡である。露出時間は最大6分30秒で、18.5等級までの撮影が可能であった。写真乾板は9×12cm（大陸手札）判であった。
これで1954年にいくつか長周期変光星を発見、はくちょう座V758について変光曲線を発表した。
天頂付近しか観測できないが、研究が始まった当時は赤道直下のソマリアまでイタリア領であり、ダルトゥーロは安価な望遠鏡を世界各地に置くことで広い範囲の星空をカバーできると考えていたようであるという。

### ユルィヨ・バイサラ
フィンランドトゥルク大学天文台長だったユルィヨ・バイサラは1949年にφ32cmの球面鏡を7枚集め、φ85cm相当、焦点距離は2.58mの1枚主鏡として使う天頂望遠鏡を製作した。この望遠鏡もグイード・オルン＝ダルトゥーロが製作したのと同じように天頂付近だけを観測するものだが、バイサラはシュミット式望遠鏡の大家だったことから補正板を併用して写野を拡大、露出時間は30分まで可能であった。

### ライト・バケット
いずれも星像のボケの直径を10秒まで許す、精度の低いものである。

#### パリ天文台ムードン観測所
1960年、フランスのパリ天文台ムードン観測所に赤外線観測用のφ10m相当の集合鏡による望遠鏡が製作された。

#### ホプキンス天文台
1968年にアメリカ合衆国のホプキンス天文台にガンマ線観測用のφ10m相当の集合鏡による望遠鏡が製作された。

### MMT天文台
1948年パロマー天文台に508cmのヘール望遠鏡、1976年にソビエト連邦がゼレンチュクスカヤに600cmのBTA-6を完成させた後、しばらくはさらに大きい望遠鏡の具体的計画が出なかった。「大型の光学望遠鏡はもう技術的限界に達したのではないか、また天文学が空想やサイエンス・フィクションや占星術におちいるのではないか、何とかして、もっと大きな集光力の望遠鏡を安価に作る方法はないか」という危機感が発端となり、1968年、スミソニアン天体物理観測所とアリゾナ大学スチュワード天文台が共同で、ロバート・R・シャノン（Robert R. Shannon ）教授を総括責任者とし、集合鏡望遠鏡の計画を始めた。
すぐに6mをしのぐ集光力を狙わず、準備としてもう少し小型のマルチミラー望遠鏡（MMT）から製作することとし、場所をアリゾナ州ツーソンの南方63kmのホプキンス山とした。この山の標高は2,602mで、整地した後に2,591mとなった。主鏡はφ183cm、焦点距離493cm、曲率半径は985.5cm±5mm、F2.7の放物面鏡であり、設計者が「エッグ・クレート構造」と呼ぶリブが入っているため1枚500kgと非常に軽量に仕上がった。主鏡の背面はネオプレン・テフロン製のエアバッグで支える際に摩擦を小さくするため表面より少し浅い曲率半径13.46mの凸球面になっている。実際には主鏡は7面製作され、メッキが劣化した鏡から順次再メッキすることとした。副鏡は双曲面で、波長10µm遠赤外線観測用φ23.49cmと通常の光学スペクトル観測用φ26.03cmの2セット12枚があり、どちらも曲率半径は148.88cm、材質はコーニング製の石英ガラスであった。赤外線用副鏡が小さいのはノイズを減らすためであり、スペクトル用が大きいのは写野を広く取るためである。カセグレン式望遠鏡1セットでの合成F値は赤外線用がF31.7、スペクトル用がF27.4。この、カセグレン式望遠鏡6セットのそれぞれの光軸中途に平面鏡を入れて光を中央に集め、中央にある6面平面鏡で光束をひとつにまとめ、φ447cm単一鏡と同一の集光力、合成F値赤外線用がF13、スペクトル用がF11.2相当とした。正確にピントの合う像面は非常に狭くφ5分しかないため、惑星、小さい銀河、クエーサーのような角直径の小さい特殊な天体しか観測できない。解像力は良くなく、口径23cm相当の0.5秒以内と言っていたが、それも困難なようでその後いつの間にか1秒に変わったという。ガイド望遠鏡もカセグレン式望遠鏡で、主鏡φ76cm、副鏡φ23cm、合成T17、実視野φ1度である。コンピュータ制御される経緯台式架台に搭載され、ガイド望遠鏡により自動で日周運動を補正すると同時に、鏡筒のたわみや大気の屈折も補正する。

結果として、口径447cmの単一鏡による望遠鏡を作る場合の1/3ないし1/4の費用で製作できた。しかし光軸を一致させるのが困難で、当初の完成予定1978年秋だったのがずれ込み、1979年末にやっと観測可能となった。マルチミラー望遠鏡は1998年をもって運用終了し、2000年に口径6.5mの単一鏡大口径望遠鏡に換装された。